# Raam (île)
 (août 2024).
Si vous disposez d'ouvrages ou d'articles de référence ou si vous connaissez des sites web de qualité traitant du thème abordé ici, merci de compléter l'article en donnant les références utiles à sa vérifiabilité et en les liant à la section « Notes et références ».
 (juin 2024).
Raam, également orthographié Ram, est une île du sud-ouest de la Papouasie, en Indonésie, située à la pointe nord-ouest de la péninsule de Bird's Head en Nouvelle-Guinée. Il est situé à une distance d'environ 2 kilomètres (1,2 mi) . ) de la plage de la ville de Sorong et à environ 5 kilomètres (3,1 mi) au nord des îles de Doom et Soop (ou Tsiof). Environ 1,6 kilomètres (1 mi) de long et jusqu'à 0,5 kilomètres (0,3 mi) de large, Raam a une superficie de 0,5 kilomètres carrés (0,2 mi2) . La partie orientale de l'île est occupée par un village de 1.570 habitants (en 2016), qui forme un sous-district dans le district des îles Sorong de la ville de Sorong.